# Onthophagus rufimanus
Onthophagus rufimanus là một loài bọ cánh cứng trong họ Bọ hung (Scarabaeidae).